# Diocophora
Diocophora is een geslacht van insecten uit de familie van de Bochelvliegen (Phoridae), die tot de orde tweevleugeligen (Diptera) behoort.

## Soorten
- D. palpalis Borgmeier, 1963
- D. trichogaster Borgmeier, 1963